# Syrian Petroleum Company
Syrian Petroleum Company (SPC, tiếng Ả Rập: شركة النفط السورية) là công ty khai thác và sản xuất dầu mỏ thuộc sở hữu nhà nước của Syria. Công ty này được thành lập vào năm 1974.
SPC vận hành các mỏ dầu xung quanh Al-Sweidiyeh ở tỉnh Al-Hasakah, bao gồm Al-Houla, Shadada, Jbeissa, Sweidiya, Rumailan và Al-Omar. Tháng 3 năm 2011, SPC đã sản xuất khoảng 55% tổng lượng dầu sản xuất tại Syria.  Ngày 18 tháng 8 năm 2011, SPC bị đưa vào danh sách trừng phạt của Mỹ do cuộc nội chiến ở Syria.
Tập đoàn Dầu khí Quốc gia Trung Quốc (CNPC)  thuộc sở hữu nhà nước của Trung Quốc có cổ phần lớn tại một trong những công ty dầu mỏ lớn nhất của Syria mang tên Al-Furat Petroleum Company, cũng như tại một số mỏ dầu của Syria. Ấn Độ đã thực hiện hai khoản đầu tư đáng kể vào Syria trong lĩnh vực dầu mỏ trong những ngày trước xung đột. Đầu tiên, một thỏa thuận đã được ký kết vào tháng 1 năm 2004 giữa Tập đoàn Dầu mỏ và Khí đốt Tự nhiên (ONGC) và IPR International  để thăm dò dầu và khí đốt tự nhiên tại Lô 24 gần Deir ez-Zor ở miền bắc Syria. Thứ hai, các khoản đầu tư của ONGC của Ấn Độ và CNPC của Trung Quốc để cùng mua 37% cổ phần của PetroCanada trong Al-Furat Petroleum Company của Syria. Xung đột và các biện pháp trừng phạt về sau đã làm chậm hoạt động của ONGC tại Syria.

## Công ty con
Syrian Petroleum Company sở hữu 50% cổ phần của nhà sản xuất dầu chính tại Syria là công ty Al-Furat Petroleum Company. Các cổ đông khác của Al-Furat Petroleum Company bao gồm Royal Dutch Shell, Tập đoàn Dầu mỏ và Khí đốt Tự nhiên của Ấn Độ và Tập đoàn Dầu khí Quốc gia Trung Quốc.
Công ty con khác là:
- Amrit Petroleum Company (50%)
- Awda Petroleum Company (50%)
- Dujla Petroleum Company (50%)
- Hayyan (50%)
- Kawkab Oil Company [KOC] (50%)
- Deir Ezzor Petroleum Company (50%)[10]